# Chagford
Chagford är en stad och civil parish i West Devon i Devon i England. Orten har 1 449 invånare (2011). Byn nämndes i Domedagsboken (Domesday Book) år 1086, och kallades då Cageford/Chageford/Cagefort/Kagefort.